# Xenorhina lanthanites
Espèce
Synonymes
- Xenobatrachus lanthanites Günther & Knop, 2006

Statut de conservation UICN

 DD  : Données insuffisantes
Xenorhina lanthanites est une espèce d'amphibiens de la famille des Microhylidae.

## Répartition
Cette espèce est endémique de l'île Yapen dans la province indonésienne de Papouasie en Nouvelle-Guinée occidentale. Elle se rencontre sur le mont Amoman,.

## Publication originale
- Günther & Knop, 2006 : A new species of Xenobatrachus (Anura, Microhylidae) with a striking resemblance to Xenorhina bouwensi. Zootaxa, no 1268, p. 39-57.